# 17520 Hisayukiyoshio
17520 Hisayukiyoshio è un asteroide della fascia principale. Scoperto nel 1993, presenta un'orbita caratterizzata da un semiasse maggiore pari a 2,6100746 UA e da un'eccentricità di 0,1794061, inclinata di 12,48283° rispetto all'eclittica.